# Principio organizador

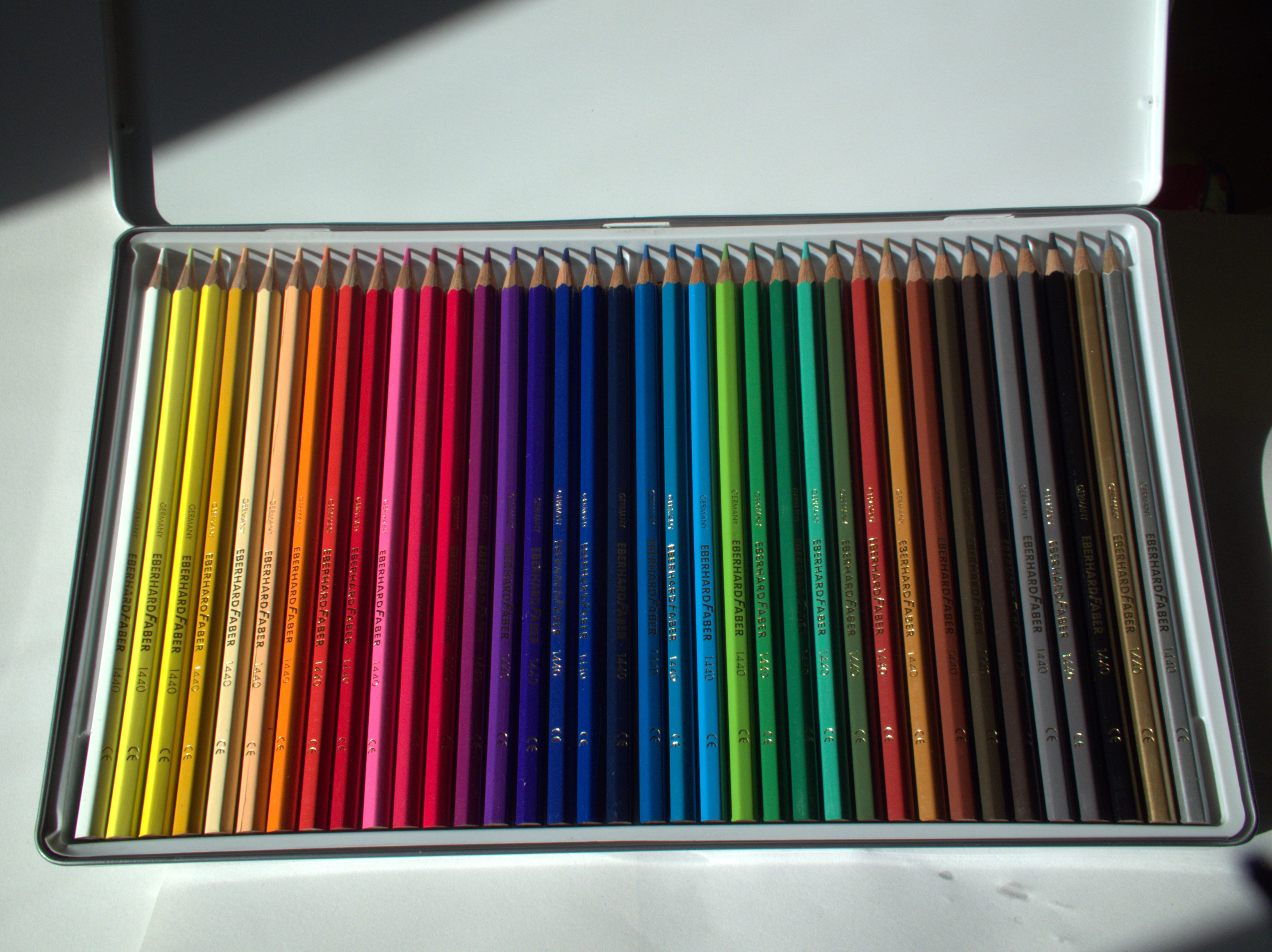
Dhhhhc

Un principio organizador es un supuesto básico a partir del cual todo lo demás por proximidad puede derivar una clasificación o un valor. Es como un punto de referencia central que permite localizar todos los demás objetos, a menudo utilizados en un marco conceptual. Tener un principio de organización podría ayudar a simplificar y controlar un dominio o fenómeno particularmente complicado. Por otro lado, podría crear un prisma engañoso que colorea el juicio de uno. 

## Ejemplos
- En un artículo de Brookings Institution, James Steinberg describe cómo el antiterrorismo se ha convertido en el principio organizador de la seguridad nacional de los EE. UU.[1]
- La idea del sistema solar se basa en el principio de organización de que el sol está ubicado en un punto central, y todos los planetas giran a su alrededor.
- La mayoría de las ciudades modernas se basan en el principio de organización del plan Grid para administrar mejor el transporte y el direccionamiento.
- La mayoría de las religiones pueden ser descritas por los científicos sociales como construidas alrededor de un principio organizador que permite la recursión sostenible o mejorable de una población única.[2]
- Las organizaciones se pueden construir en torno a un conjunto de principios organizativos, como conceptos, prioridades u objetivos. Por ejemplo, una organización puede intentar ser innovadora, internacional, de calidad y ágil.
- El principio organizador central del gobierno galés es la sostenibilidad.
- La Teoría del Código de Legitimación es un marco explicativo en la sociología del conocimiento y la educación que busca comprender diferentes campos sociales de las prácticas en términos de sus principios operativos, lo que determina la base del éxito y el fracaso.[3]